# Pujalt (la Coma i la Pedra)
|  | Aquest article tracta sobre l'indret situat entre Gósol i la Coma i la Pedra. Vegeu-ne altres significats a «Pujalt (desambiguació)». |

Pujalt és un turó de la Serra del Verd de 2.108,8 metres, ubicat a la carena que, cap al sud, es desprèn del Cap d'Urdet fins a la Creu de Jovells, tancant per l'est la capçalera del riu Mosoll (Vall de Lord). Està situat al sud del Coll de Pradell.
El cordal és partió entre els municipis de Gòsol (Berguedà) a llevant, i de la Coma i la Pedra (Solsonès) a ponent.